# 朱徳蘭
朱 徳蘭（しゅ とくらん、1952年 -）は台湾の歴史学者である。

## 人物
専門は日本植民地支配下の台湾であり、日本の慰安婦問題の解決に関する運動の参加者でもある。台湾中華民国国立政治大学卒業、日本東京お茶の水女子大学文学修士・日本九州大学文学博士。海洋史・日本植民地史専攻。台湾中央研究院人文社会科学研究中心・台湾史研究所副研究員。また、中華民国国立政治大学・中華民国国立中央大学歴史研究所教授を併任。
著書には台湾総督府による慰安婦徴発への関与を論じた『台湾総督府と慰安婦』、台湾総督府や台湾拓殖株式会社の慰安婦関連資料を纏めた『台湾慰安婦関係資料集』などがある。